# Patrick Wimmer
Patrick Wimmer (Tulln an der Donau, 30 mei 2001) is een Oostenrijks voetballer die doorgaans speelt als middenvelder. In juli 2022 verruilde hij Arminia Bielefeld voor VfL Wolfsburg. Wimmer maakte in 2022 zijn debuut in het Oostenrijks voetbalelftal.

## Clubcarrière
Wimmer speelde in de jeugd van SC Sitzenberg en SG Waidhofen, voor hij in 2017 terechtkwam bij SV Gaflenz. Hier speelde hij twee seizoenen, voor Austria Wien de middenvelder haalde als versterking voor het tweede elftal. Nog voor het einde van het kalenderjaar maakte hij echter al zijn debuut in het eerste elftal, op 8 december. Op die dag werd in de Bundesliga gespeeld op bezoek bij stadsgenoot Rapid Wien (2–2). Hij moest op de reservebank beginnen en mocht een minuut voor tijd invallen voor Dominik Fitz. Zijn eerste doelpunt voor Austria maakte Wimmer op 8 juli 2020, in de eigen Generali Arena tegen Rheindorf Altach. Na zevenentwintig minuten opende hij de score op aangeven van Christoph Monschein. Hierdoor won Austria het duel met 1–0.
In de zomer van 2021 maakte Wimmer voor een bedrag van circa zevenhonderdduizend euro de overstap naar Arminia Bielefeld, waar hij zijn handtekening zette onder een verbintenis voor de duur van vier seizoenen. Voor het einde van het seizoen werd de Oostenrijker al vastgelegd door VfL Wolfsburg, per juli 2022. Hij tekende bij zijn nieuwe club een contract tot medio 2027. In oktober 2023 scheurde de Oostenrijker zijn enkelband. Deze blessure zou hem tot februari van het jaar erop uit de roulatie houden.

## Clubstatistieken
| Seizoen | Club              | Competitie | Competitie | Competitie | Beker | Beker | Internationaal | Internationaal | Totaal | Totaal |
| Seizoen | Club              | Competitie | Wed.       | Dlp.       | Wed.  | Dlp.  | Wed.           | Dlp.           | Wed.   | Dlp.   |
| ------- | ----------------- | ---------- | ---------- | ---------- | ----- | ----- | -------------- | -------------- | ------ | ------ |
| 2019/20 | Austria Wien      | Bundesliga | 19         | 2          | 0     | 0     | —              | —              | 19     | 2      |
| 2020/21 | Austria Wien      | Bundesliga | 34         | 6          | 4     | 0     | —              | —              | 38     | 6      |
| 2021/22 | Arminia Bielefeld | Bundesliga | 31         | 3          | 1     | 0     | —              | —              | 32     | 3      |
| 2022/23 | VfL Wolfsburg     | Bundesliga | 26         | 4          | 3     | 0     | —              | —              | 29     | 4      |
| 2023/24 | VfL Wolfsburg     | Bundesliga | 14         | 2          | 1     | 0     | —              | —              | 15     | 2      |
| 2024/25 | VfL Wolfsburg     | Bundesliga | 29         | 3          | 4     | 1     | —              | —              | 33     | 4      |
| Totaal  | Totaal            | Totaal     | 153        | 20         | 13    | 1     | 0              | 0              | 166    | 21     |

Bijgewerkt op 24 juni 2025.

## Interlandcarrière
Wimmer maakte op 13 juni 2022 zijn debuut in het Oostenrijks voetbalelftal toen in een wedstrijd om de UEFA Nations League met 2–0 verloren werd van Denemarken door doelpunten van Jonas Wind en Andreas Skov Olsen. Wimmer mocht van bondscoach Ralf Rangnick in de basisopstelling beginnen en hij werd in de rust gewisseld ten faveure van Karim Onisiwo.
In mei 2024 werd Wimmer door Rangnick opgenomen in de voorselectie van Oostenrijk voor het EK 2024 in Duitsland. Hij werd vervolgens ook opgenomen in de definitieve selectie. Op het toernooi overleefde Oostenrijk de groepsfase na een nederlaag tegen Frankrijk (0–1) en overwinningen op Polen (1–3) en Nederland (2–3). In de achtste finales was Turkije met 1–2 te sterk. Wimmer speelde in de drie groepsduels mee en was geschorst voor de achtste finale. Zijn toenmalige clubgenoten Cédric Zesiger (Zwitserland), Lovro Majer (Kroatië), Joakim Mæhle, Jonas Wind (beiden Denemarken), Koen Casteels, Aster Vranckx (beiden België) en Václav Černý (Tsjechië) waren ook actief op het toernooi.
| Interlands van Patrick Wimmer voor Oostenrijk | Interlands van Patrick Wimmer voor Oostenrijk | Interlands van Patrick Wimmer voor Oostenrijk | Interlands van Patrick Wimmer voor Oostenrijk | Interlands van Patrick Wimmer voor Oostenrijk | Interlands van Patrick Wimmer voor Oostenrijk |
| №                                             | Datum                                         | Wedstrijd                                     | Uitslag                                       | Competitie                                    | Goals                                         |
| Als speler bij Arminia Bielefeld              | Als speler bij Arminia Bielefeld              | Als speler bij Arminia Bielefeld              | Als speler bij Arminia Bielefeld              | Als speler bij Arminia Bielefeld              | Als speler bij Arminia Bielefeld              |
| --------------------------------------------- | --------------------------------------------- | --------------------------------------------- | --------------------------------------------- | --------------------------------------------- | --------------------------------------------- |
| 1                                             | 13 juni 2022                                  | Denemarken – Oostenrijk                       | 2 – 0                                         | Nations League 2022/23                        |                                               |
| Als speler bij VfL Wolfsburg                  |                                               |                                               |                                               |                                               |                                               |
| 2                                             | 24 maart 2023                                 | Oostenrijk – Azerbeidzjan                     | 4 – 1                                         | EK 2024 kwalificatie                          |                                               |
| 3                                             | 27 maart 2023                                 | Oostenrijk – Estland                          | 2 – 1                                         | EK 2024 kwalificatie                          |                                               |
| 4                                             | 17 juni 2023                                  | België – Oostenrijk                           | 1 – 1                                         | EK 2024 kwalificatie                          |                                               |
| 5                                             | 20 juni 2023                                  | Oostenrijk – Zweden                           | 2 – 0                                         | EK 2024 kwalificatie                          |                                               |
| 6                                             | 12 september 2023                             | Zweden – Oostenrijk                           | 1 – 3                                         | EK 2024 kwalificatie                          |                                               |
| 7                                             | 13 oktober 2023                               | Oostenrijk – België                           | 2 – 3                                         | EK 2024 kwalificatie                          |                                               |
| 8                                             | 16 oktober 2023                               | Azerbeidzjan – Oostenrijk                     | 0 – 1                                         | EK 2024 kwalificatie                          |                                               |
| 9                                             | 23 maart 2024                                 | Slowakije – Oostenrijk                        | 0 – 2                                         | Vriendschappelijk                             |                                               |
| 10                                            | 26 maart 2024                                 | Oostenrijk – Turkije                          | 6 – 1                                         | Vriendschappelijk                             |                                               |
| 11                                            | 4 juni 2024                                   | Oostenrijk – Servië                           | 2 – 1                                         | Vriendschappelijk                             | 10'                                           |
| 12                                            | 8 juni 2024                                   | Zwitserland – Oostenrijk                      | 6 – 1                                         | Vriendschappelijk                             |                                               |
| 13                                            | 17 juni 2024                                  | Oostenrijk – Frankrijk                        | 0 – 1                                         | EK 2024                                       |                                               |
| 14                                            | 21 juni 2024                                  | Polen – Oostenrijk                            | 1 – 3                                         | EK 2024                                       |                                               |
| 15                                            | 25 juni 2024                                  | Nederland – Oostenrijk                        | 2 – 3                                         | EK 2024                                       |                                               |
| 16                                            | 6 september 2024                              | Slovenië – Oostenrijk                         | 1 – 1                                         | Nations League 2024/25                        |                                               |
| 17                                            | 9 september 2024                              | Noorwegen – Oostenrijk                        | 2 – 1                                         | Nations League 2024/25                        |                                               |
| 18                                            | 10 oktober 2024                               | Oostenrijk – Kazachstan                       | 4 – 0                                         | Nations League 2024/25                        |                                               |
| 19                                            | 13 oktober 2024                               | Oostenrijk – Noorwegen                        | 5 – 1                                         | Nations League 2024/25                        |                                               |
| 20                                            | 14 november 2024                              | Kazachstan – Oostenrijk                       | 0 – 2                                         | Nations League 2024/25                        |                                               |
| 21                                            | 17 november 2024                              | Oostenrijk – Slovenië                         | 1 – 1                                         | Nations League 2024/25                        |                                               |
| 22                                            | 20 maart 2025                                 | Oostenrijk – Servië                           | 1 – 1                                         | Nations League 2024/25                        |                                               |
| 23                                            | 23 maart 2025                                 | Servië – Oostenrijk                           | 2 – 0                                         | Nations League 2024/25                        |                                               |
| 24                                            | 7 juni 2025                                   | Oostenrijk – Roemenië                         | 2 – 1                                         | WK 2026 kwalificatie                          |                                               |

Bijgewerkt op 24 juni 2025.